# Village fortifié du Roch
Le village fortifié du Roch est un site archéologique situé en France sur la commune de Murat, en région Auvergne-Rhône-Alpes.

## Localisation
Le site se trouve sur les contreforts orientaux des monts du Cantal, à environ 1 190 m d'altitude, sur l'ancienne commune de Chastel-sur-Murat.

## Historique
Le site, occupé du Néolithique à l'Époque moderne, a livré un mobilier archéologique riche grâce aux fouilles de Delort et Pagès-Allary. Parmi les vestiges néolithiques découverts, on trouve des silex taillés, des haches polies, des fragments de céramique et des meules. Sur les 25 haches retrouvées, la majorité sont en cinérite, fibrolite et basanite.

## Protection
Le village fortifié et les restes d'habitations préhistoriques de La Roche sont classés au titre des monuments historiques par arrêté du 12 septembre 1924.